# 巴拉紹夫州

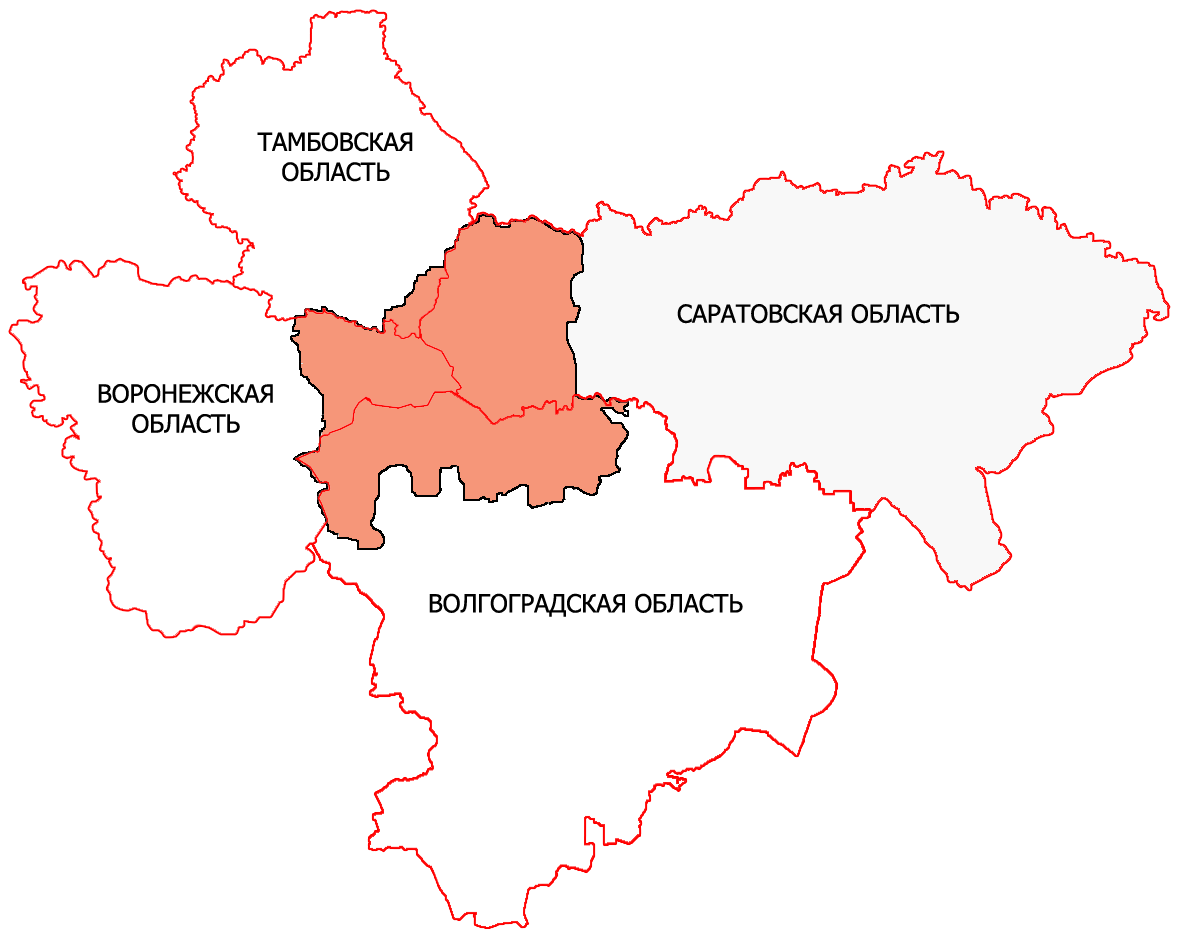
中間橙色圖塊為巴拉紹夫州

巴拉紹夫州（俄语：Балашо́вская о́бласть）是蘇聯俄羅斯蘇維埃聯邦社會主義共和國的一個州，面積38,418平方公里，人口約90萬。首府巴拉紹夫。
1954年1月6日建州，範圍包括今天薩拉托夫州、伏爾加格勒州、沃羅涅日州和坦波夫州的一部分。1957年11月19日撤。
下分5市（巴拉紹夫、鲍里索格列布斯克、烏留平斯克、新霍皮奧爾斯克、勒季謝沃）、38縣。